# Gieorgij Pieskariow
Gieorgij Siergiejewicz Pieskariow (ros. Гео́ргий Серге́евич Пескарёв, ur. w kwietniu 1896 we wsi Griemiaczewo w guberni tulskiej, zm. 10 marca 1939) – dowódca wojskowy Rosji sowieckiej, polityk ZSRR i działacz partyjny.
Po ukończeniu w czerwcu 1915 szkoły technicznej w Tule służył w rosyjskiej armii (do lutego 1918), w październiku 1917 wstąpił do SDPRR(b), od maja do sierpnia 1918 sekretarz tulskiego gubernialnego wydziału łączności i informacji. Od sierpnia 1918 przewodniczący carycyńskiej frontowej i kamyszyńskiej powiatowej Czeki, od grudnia 1918 do czerwca 1919 sekretarz kamyszyńskiego powiatowego komitetu RKP(b), od czerwca do września 1919 członek sztabu 10 Armii Frontu Południowego, od września 1919 wojskowy komisarz dywizji kawaleryjskiej (2 Korpus Konny Frontu Południowego), do maja 1920 komisarz wojskowy brygady kawaleryjskiej (2 Korpus Konny Frontu Południowego). Od maja do października 1921 kierownik Wydziału Organizacyjnego Jarosławskiego Gubernialnego Komitetu RKP(b), od października 1921 do lutego 1922 wojskowy instruktor i kierownik Pododdziału Informacyjnego Baumańskiego Rejonowego Komitetu RKP(b) (Moskwa), od lutego do listopada 1922 pracownik Rosyjsko-Amerykańskiej Farbyki Instrumentów (Moskwa), od listopada 1922 do lutego 1923 pomocnik prokuratora guberni moskiewskiej na powiat bogorodski, od lutego 1923 do stycznia 1925 kierownik Wydziału Organizacyjnego Zamoskworeckiego Rejonowego Komitetu RKP(b). Od stycznia 1925 do stycznia 1925 słuchacz Kursów Marksizmu-Leninizmu przy Akademii Komunistycznej im. Jakowa Swierdłowa, od stycznia do listopada 1926 instruktor i kierownik Wydziału Organizacyjnego Komitetu Okręgowego WKP(b) w Czelabińsku, od listopada 1926 do grudnia 1927 kierownik Wydziału Organizacyjnego Komitetu Okręgowego WKP(b) w Złatouście, od grudnia 1927 do września 1929 sekretarz odpowiedzialny Kungurskiego Komitetu Okręgowego WKP(b). Od września 1929 do stycznia 1932 studiował na Wydziale Budownictwa Partyjnego Instytutu Czerwonej Profesury, od stycznia 1932 do lutego 1933 kierownik Wydziału Agitacji Masowej Komitetu Obwodowego WKP(b) w Moskwie, od lutego do kwietnia 1933 I sekretarz Kołomienskiego Komitetu Miejskiego WKP(b), od kwietnia 1933 do marca 1933 I sekretarz Kołomienskiego Rejonowego Komitetu WKP(b) (Moskwa). Od lutego 1935 do kwietnia 1936 kierownik Wydziału Zarządzania Organami Partyjnymi Komitetu Obwodowego WKP(b) w Kalininie, od kwietnia 1936 do czerwca 1937 II sekretarz Komitetu Obwodowego WKP(b) w Kalininie, od sierpnia 1936 do 29 czerwca 1937 przewodniczący Komitetu Wykonawczego Kalinińskiej Rady Obwodowej, od 3 lipca 1937 do 27 maja 1938 p.o. I sekretarza Komitetu Obwodowego WKP(b) w Kursku, następnie w dyspozycji KC WKP(b).
21 września 1938 aresztowany, następnie skazany na śmierć przez Wojskowe Kolegium Sądu Najwyższego ZSRR i rozstrzelany. 18 kwietnia 1956 pośmiertnie zrehabilitowany.